# Тапіола (станція метро)
60°10.5′ пн. ш. 24°48.2′ сх. д. / 60.1750° пн. ш. 24.8033° сх. д.
Тапіола (фін. Tapiola, швед. Hagalund) — одна з восьми станцій Гельсінського метрополітену, яка була відкрита 18 листопада 2017 року.
Розташована в районі Тапіола, місто Еспоо між станціями Університет Аалто до якої 1,7 км і Урхейлупуїсто — 1,3 км.
Виходи до торгового центру Топіола
Планований пасажирообіг — 30000 осіб.
Конструкція: Односклепінна станція глибокого закладення з однією острівною платформою. Глибина закладення — 30 м
Пересадка на автобуси маршрутів:111, 112, 113/N, 114/N, 115/A, 116, 117, 118/B/N, 119, 124, 125/B/N, 548, 549, 550, 551/N